# Angerona spangbergi
Angerona spangbergi là một loài bướm đêm trong họ Geometridae.